# Rottboellia goalparensis
Rottboellia goalparensis là một loài thực vật có hoa trong họ Hòa thảo. Loài này được Bor miêu tả khoa học đầu tiên năm 1938.